# Новосилске
Новосилске (на украински: Новосільське) е село в Южна Украйна, Измаилски район на Одеска област. Основано е през 1813 година. Населението му е около 3572 души.
След поражението на Русия в Кримската война селото става част от Молдова и остава в границите на Румъния до 1879 година.

## Население

### Езици
Численост и дял на населението по роден език, според преброяването на населението през 2001 г.:
| Роден език | Численост | Дял (в %) |
| Общо       | 3572      | 100.00    |
| Молдовски  | 3288      | 92.04     |
| Руски      | 115       | 3.21      |
| Украински  | 75        | 2.09      |
| Български  | 45        | 1.25      |
| Гагаузки   | 25        | 0.69      |
| Румънски   | 6         | 0.16      |
| Беларуски  | 1         | 0.02      |
| Други      | 17        | 0.47      |